# Bongnaesan, Busan
Bongnaesan är ett berg i Sydkorea.   Det ligger i provinsen Busan, i den sydöstra delen av landet, 300 km sydost om huvudstaden Seoul. Toppen på Bongnaesan är 367 meter över havet. Bongnaesan ligger på ön Yeongdo.
Terrängen runt Bongnaesan är kuperad åt nordväst, men österut är den platt. Havet är nära Bongnaesan åt sydost.  Närmaste större samhälle är Busan, 2,7 km nordväst om Bongnaesan. 